# Vahs
A Vahs (tádzsikul Вахш) Közép-Ázsia egyik legfontosabb folyója, amely Kirgizisztánon és Tádzsikisztánon folyik keresztül. Felső szakaszának nevei: Szurhob (Сурхоб) és (a kirgiz területen) Kizil-Szu (kirgizül Кызылсуу).

## Leírása

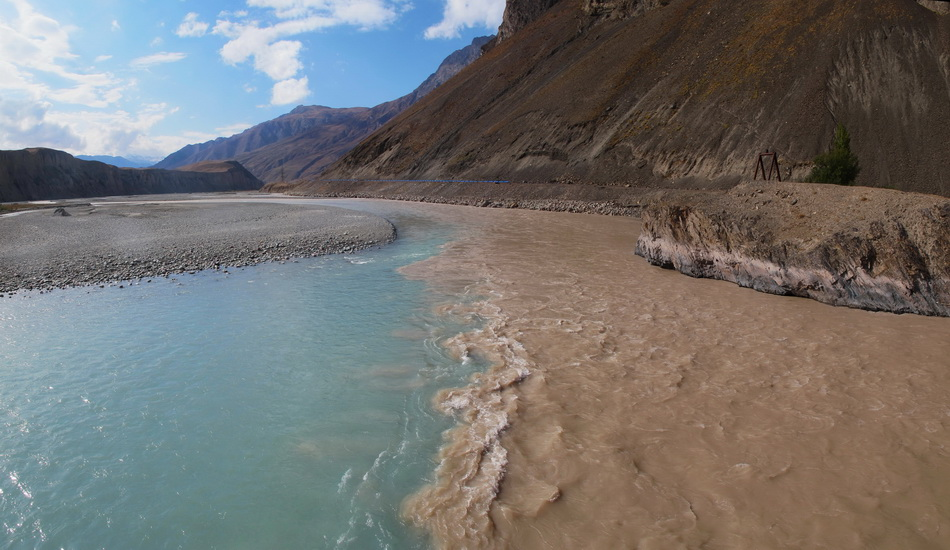
Szurhob, a Vahs folyó kezdeti szakasza

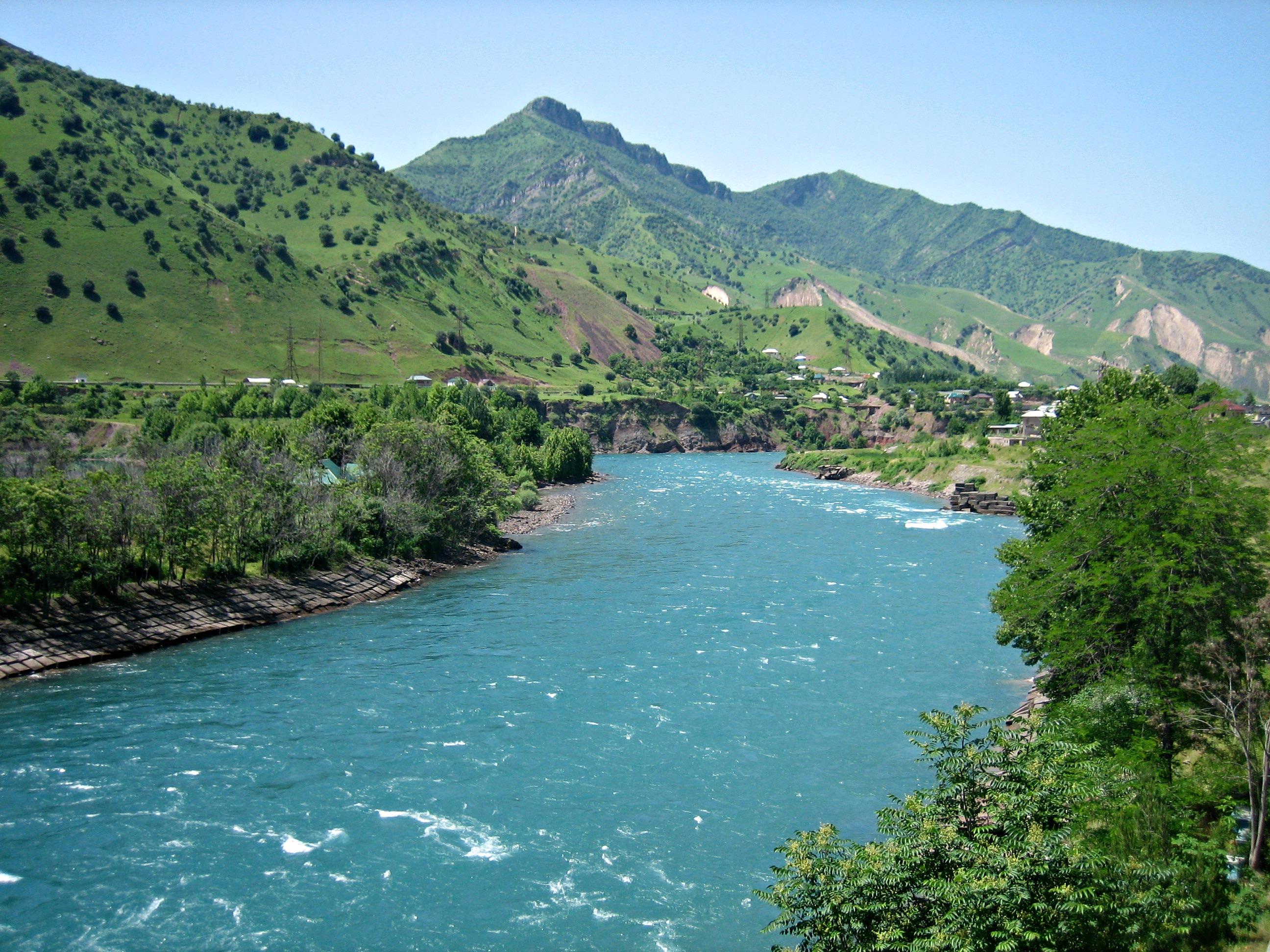
A Vahs Nureknél

Kirgizisztán területén, az Alaj-hegységben az Obihingoj és a Szurhob folyók összefolyásánál ered. Felső szakaszának nevei: Szurhob és Kizil-Szu. A folyó előbb nyugat, majd délnyugat felé áramlik a Pamír hegyvidéki területén keresztül, a Pamír hegyei gyakran korlátozzák áramlását a szűk csatornákban a mély szurdokokban. Tádzsikisztán legnagyobb gleccserei, köztük a Fedcsenko- és Abramov-gleccserek (amelyek közül az utóbbi a világ leghosszabb gleccsere a sarki területeken kívül) vezet a Vahsba. Legnagyobb mellékfolyói a Mukszu és az Obihingoj. Ezután a Pandzs folyóhoz kapcsolódva létrehozza az Amu-darját Tádzsikisztán és Afganisztán határán.
A Vahs és a Pandzs összefolyásánál található a Tigrovaja Balka természetvédelmi terület is, amely a mostanában kihalt kaszpi tigris utolsó élőhelye volt a volt Szovjetunióban. 
A Vahs vízgyűjtő területe 39 100 km², ebből 31 200 km² (79,8%) Tádzsikisztán területén fekszik. A folyó az Amu-darja, a szülő folyó teljes áramlásának körülbelül 25% -át teszi ki. Átlagos kibocsátása 538 m³ / s, éves kibocsátása 20,0 km³. Mivel azonban a Vahst elsősorban az olvadó hó és a gleccserek táplálják, ezek az áramlási sebességek nagyon szezonálisan változnak télen és nyáron. A Nureki-gátnál végzett mérések szerint a téli átfolyási sebesség átlagosan körülbelül 150 m3 / s, míg a nyári hónapokban az átfolyási sebesség meghaladhatja az 1500 m³/s-t - ez tízszeres növekedés.

## Energiafelhasználás

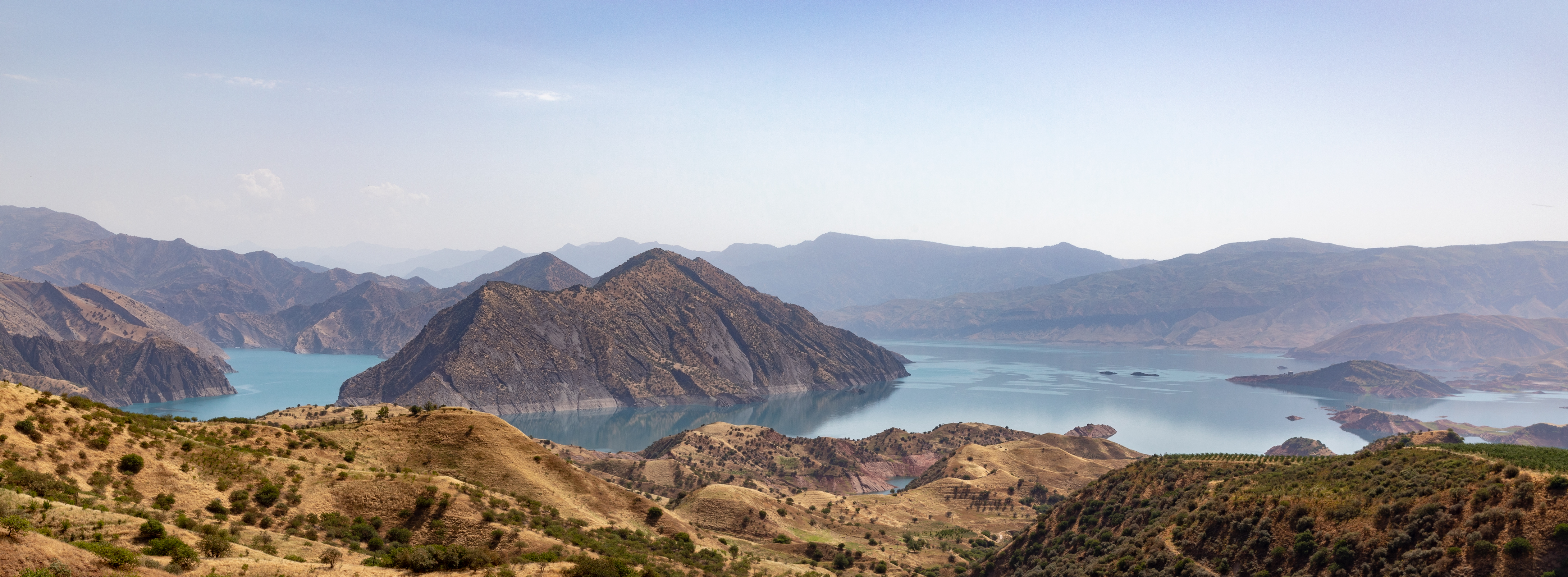
A nureki víztározó

A Vahs folyót az ember intenzíven használja ki; a villamos energia, az alumínium és a gyapot Tádzsikisztán gazdaságának alapját képezi, és a Vahs folyó mindhárom ágazatban részt vesz. A vízenergia biztosítja az ország villamosenergia-termelésének 91%-át 2005-től, és ennek teljes mennyisége 90%-a a Vahs mentén elkészült öt gátból származik, amelyet a világ második legmagasabb gátja, a Nurek ural.  A másik négy gát, Nurektól lefelé, a Baipaza, a Sangtuda 1, a Sangtuda 2 és a Golovnaja Dam. (Ezek a gátak teszik Tádzsikisztánt az egy főre jutó legnagyobb vízenergia-termelőnek a világon. A vízerőmű a Tursunzoda Tajik Aluminium Company alumíniumtermelését alkotja, amely a tádzsikisztáni ipari termelés és exportbevételek fő forrása. Ami a gyapotot illeti, a Vahs folyó öntözi Tádzsikisztán gyapottermésének nagy részét; a Vahsból vett víz kb. 85%-át használják fel öntözésre.

## Mellékfolyók
Legfontosabb mellékfolyói:
- Mukszu (tádzsikul Муқсу)
- Obihingoj (tádzsikul Обихингоу)

A Vahs valójában az Obihingoj és a Szurhob összefolyásakor kezdődik.